# Parliamentary Voting System and Constituencies Act 2011
Le Parliamentary Voting System and Constituencies Act 2011 est une loi du Parlement du Royaume-Uni introduite à la Chambre des communes le 22 juillet 2010 et sanctionnée le 16 février 2011.
Cette loi prévoit la tenue d’un référendum sur la mise en application du vote alternatif pour les élections générales de la Chambre des communes, soumise alors au scrutin uninominal majoritaire (first-past-the-vote en anglais). Plusieurs de ses dispositions précisent la taille et le nombre de circonscriptions pour ces élections. Cependant, à la suite de la victoire du « non » lors du référendum du 5 mai 2011, la partie liée au changement du système électoral est abrogée par le Parliamentary Voting System and Constituencies Act 2011 (Repeal of Alternative Vote Provisions) Order 2011.